# Mimotettix facialis
Mimotettix facialis är en insektsart som beskrevs av William Lucas Distant 1918. Mimotettix facialis ingår i släktet Mimotettix och familjen dvärgstritar. Inga underarter finns listade i Catalogue of Life.